# Eduard von Alvensleben

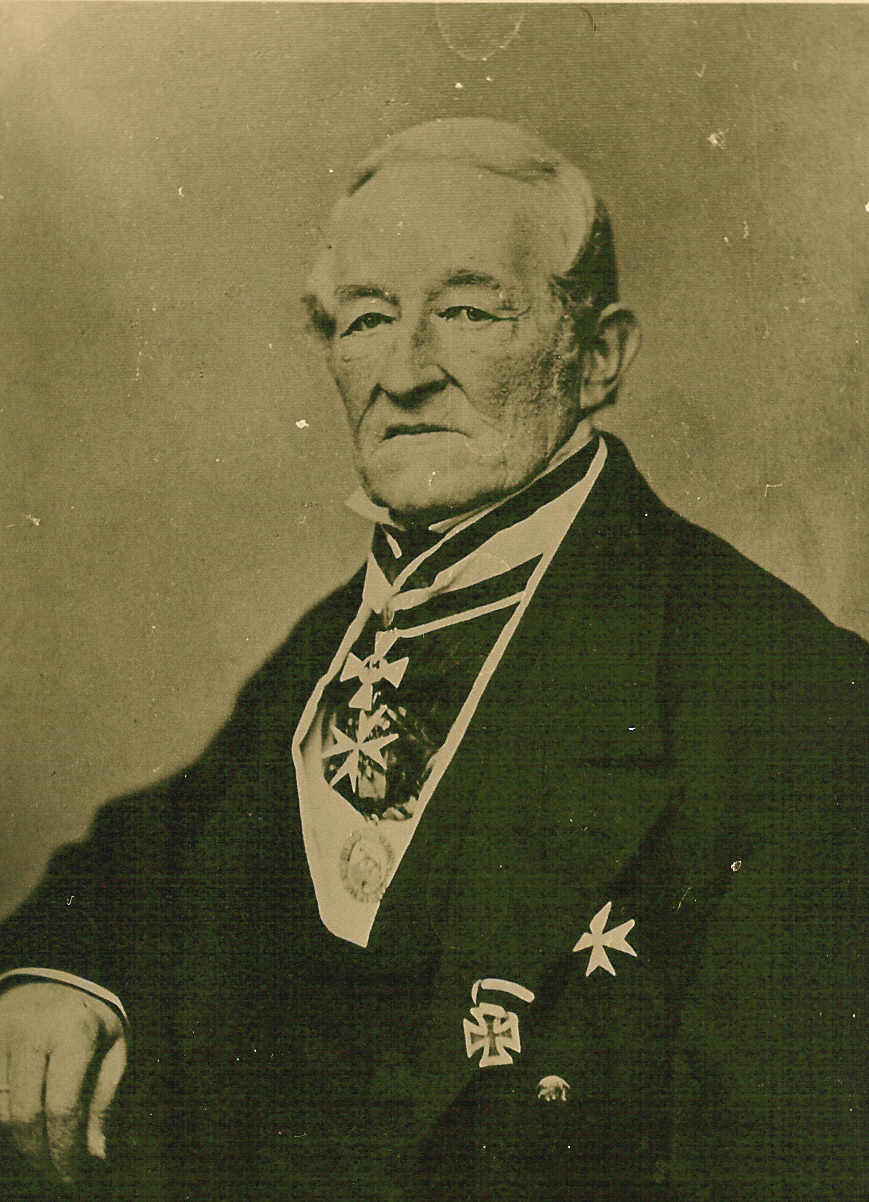
Eduard von Alvensleben

Eduard von Alvensleben (* 1. August 1787 in Magdeburg; † 5. Juli 1876 in Redekin) war Landrat des Kreises Jerichow II und Mitherr auf Gut Erxleben II.

## Familie
Er entstammte der niederdeutschen Adelsfamilie von Alvensleben und war der jüngste Sohn des preußischen Kammerherrn Johann Friedrich von Alvensleben (1736–1819) und der früheren Schauspielerin Friederike von Klinglin, geschiedene Doebbelin, (1749–1799). 1808 heiratete er Amalie von Stedern (1789–1816) aus Emersleben. Aus dieser Ehe gingen fünf Kinder hervor, unter ihnen Udo Gebhard Ferdinand von Alvensleben (1814–1879). Amalie von Stedern starb nach der Geburt des fünften Kindes im Alter von 27 Jahren. In zweiter Ehe heiratete er 1818 Dorothee (Dorette) von Veltheim (1801–1879) aus Destedt und hatte mit ihr noch fünf weitere Kinder. Der Schriftsteller Ludwig von Alvensleben (1800–1868) war sein Neffe, ein Sohn seines älteren Bruders August.

## Leben
Bereits mit zwölf Jahren kam er zur Ausbildung in das Kadettencorps in Potsdam und genoss dort eine strenge Erziehung. So erhielt er während seiner fünfjährigen Kadettenzeit nur zweimal einen Urlaub von acht Tagen zu seiner Familie nach Magdeburg. Er wurde in dieser Zeit Unteroffizier und Leibpage des Prinzen Wilhelm, des späteren Kaisers. 1805 trat er in das Leib-Carabinier-Regiment in Havelberg als Standartenjunker ein. Als solcher nahm er 1806 an der Schlacht bei Auerstedt und an dem anschließenden Rückzug der preußischen Armee teil. 1808 wurde er aus der Armee entlassen, heiratete und nahm seinen Wohnsitz auf dem elterlichen Gut Redekin, das er 1811 von seinem Vater kaufte. In den Jahren 1813 und 1815 beteiligte er sich als Reiteroffizier an den Befreiungskriegen, wurde mit dem Eisernen Kreuz 2. Klasse ausgezeichnet und als Rittmeister entlassen.
1819 erhielt er nach dem Tode seines Vaters die Kammerherrenwürde. 1828 wurde er zum 1. Kreis- und Landtagsdeputierten in seinem Kreis Jerichow II (Genthin) und 1845 zum Landrat mit Sitz in Redekin gewählt, ein Amt, das er vorher schon mehrmals verwaltet hatte und bis 1862 ausübte. Bei seiner Wahl wurde er vom landsässigen Adel des Kreises dem jungen Otto von Bismarck vorgezogen. Eine seiner ersten Amtshandlungen war es, Bismarck als Deichhauptmann eines Abschnittes am rechten Elbufer einzusetzen. Während der Revolution 1848 konnten die revoltierenden Bürger – gegen seinen Willen – die Verlegung des Amtssitzes des Landrates von Redekin in die Kreisstadt Genthin durchsetzen. Nach dem Tode des Ministers Graf Albrecht von Alvensleben trat er zusammen mit seinem Bruder Ferdinand die Lehensnachfolge auf dem Gut Erxleben II an, wobei die Verwaltung von seinem Sohn Udo übernommen wurde. 1863 wurde ihm der Titel eines Erbtruchsesses des Fürstentums Halberstadt und 1868 das Prädikat „Excellenz“ verliehen.